# Marcané
Marcané è un piccolo centro urbano di Cuba, di 7.093 abitanti, appartenente al comune di Cueto, nella Provincia di Holguín. 
Marcané è uno dei quattro villaggi cubani che Compay Segundo cita nel ritornello della canzone Chan Chan del 1984, che lo ha reso famoso a livello internazionale.